# Mangled Demos from 1983
Mangled Demos from 1983 – szósta kompilacja zespołu Melvins zawierająca utwory z okresu 1980–1983 wydanych na demach, wydana w 2005 roku przez wytwórnie Ipecac Recordings i Alternative Tentacles.

## Lista utworów
1. „Elks Lodge Christmas Broadcast” – 3:52
2. „If You Get Bored (Live Radio)” – 2:22
3. „Forgotten Principles” – 1:07
4. „Snake Appeal” – 1:59
5. Symbol: Flower – 1:08
6. „If You Get Bored” – 1:33
7. „Set Me Straight” – 2:31
8. „✪" (Circled white star U+272A) – 1:02
9. „I'm Dry” – 1:35
10. „Forgotten Principles” – 1:19
11. „I Don’t Know” – 1:35
12. „Matt-Alec” – 3:00
13. „The Real You” – 1:27
14. „Run Around” – 1:44
15. „Keep Away From Me” – 1:22
16. „☘" (Shamrock U+2618)– 1:00
17. „Bibulous Confabulation During Rehearsal” – 4:58
18. Symbol: Iron cross – 1:21
19. „✏" (Pencil U+270F) – 1:10
20. „Matt-Alec” – 3:14
21. „Walter” – 3:21
22. „✁" (Upper blade scissors U+2701) – 0:24
23. „✈" (Airplane U+2708) – 0:22

## Twórcy
- Buzz Osborne – gitara, wokal
- Matt Lukin – gitara basowa
- Mike Dillard – perkusja
- Mackie Osborne – projekt